# Márcsik Margit Kinga
Márcsik (Marosvölgyi) Margit Kinga ( Várpalota, 1908. október 11. – Jászberény, 1986. március 30.) szerzetesnő, egyházközségi nővér.

## Élete
Várpalotán járt általános iskolába, majd 1930-tól római katolikus egyházközségi nővér. Zsámbékon csatlakozott az Szent keresztről nevezett irgalmas nővérek közösségéhez. Idős korában a jászberényi otthonban élt. 1986-ban halt meg.

## Családja
Leszármazottja annak a Márcsik Lajos nevű őrmesternek, aki részt vett az 1848-as szabadságharcban és akinek nevére még 1959-ben is emlékeztek az idős palotaiak.